# Victor Dubugras
Victor Dubugras (Sarthe, 1868 - Teresópolis, 1933) foi um arquiteto francês criado na Argentina e radicado no Brasil.
Dubugras é considerado por muitos um dos precursores da arquitetura moderna na América Latina, onde alcançou prestígio por projetar grandes obras, como a reurbanização da Ladeira da Memória em 1921 e os Pousos e Monumentos da Serra de Paranapiacaba, 1921/1922, dedicados às comemorações do Centenário da Independência do Brasil.
Além disso, o arquiteto foi reconhecido por lecionar no curso de arquitetura da Escola Politécnica de São Paulo – POLI e por participar da Sociedade dos Arquitetos e do Instituto de Engenharia. Dubugras teve contato próximo e trabalhou com pessoas importantes da época, como o então prefeito e futuro presidente do Brasil, Washington Luís, para quem prestou serviços até meados de 1927.
Seu estilo transitou pelos gêneros ecletismo, art nouveau, neocolonial e modernismo.
Infelizmente, muitas de suas obras e criações não foram preservadas. Uma das obras que restaram é a Estação Ferroviária de Mayrink (ou Mairinque) em São Paulo, feita entre os anos de 1906 e 1907 e tida como a primeira estrutura de concreto armado feita no Estado. Também é de sua autoria o "Edifício Euclides da Cunha", sede da Câmara Municipal de São Carlos, SP, o qual se encontra muito bem preservado.

## Primeiros anos e formação
Victor Dubugras nasceu em 1868 na pequena comunidade de La Fléche, na região de Sarthe, localizada ao oeste da França. Mudou-se ainda criança com a família para Buenos Aires, onde iniciou seus estudos em arquitetura.
Não se sabe muito sobre o tipo de formação que obteve na Argentina, mas enquanto esteve no país, quando jovem, trabalhou no escritório de Francesco Tamburini, renomado arquiteto italiano que, por sua vez, trabalhou para o governo local e foi autor de grandes obras como a Casa Rosada e do grande Teatro Cólon. É provável que Dubugras “tenha cursado uma academia de belas artes ou recebido seu aprendizado profissional diretamente em um escritório, talvez aquele do arquiteto Tamburini em Buenos Aires." 
Com a morte de Tamburini no ano de 1891, Dubugras veio para São Paulo. Chegando na cidade, começou a trabalhar no Banco União, dirigido pelo também arquiteto Ramos de Azevedo, no qual permaneceu até 1894. Entrou no Departamento de Obras Públicas de São Paulo e no mesmo ano assumiu o cargo de “professor de aula” lecionando várias disciplinas para os alunos da Escola Politécnica de São Paulo – POLI, “quase sempre na aulas do curso fundamental e do geral: “Desenho Topográfico e Elementos da Arquitetura” de 1895 a 1900-1901; “Desenho Arquitetônico e Cartográfico” de 1901-1902 a 1909-1910; “Desenho a Mão Livre e Geométrica Elementar” e “Desenho de Perspectiva e de Arquitetura” de 1911 a 1917; “Desenho a Mão Livre e de Ornamentos Arquitetônicos “ e “Desenhos de Arquitetura e de Perspectiva” de 1918 a 1925; “Deenho Arquitetônico e Esboço do Natural” em 1926. No curso de engenharia civil lecionou “Trabalhos Gráficos Correspondentes” em 1894 e “Projetos de Construção e Desenho de Máquinas” em 1901." (professores da Poli) Lecionou ainda nos cursos de engenharia agrônoma e no de engenheiro-arquiteto.
O cargo professor de aula era, em geral, preenchido por profissionais sem diploma de nível superior ou com diplomas não reconhecidos pela POLI. Lá, foi efetivado como professor no ano de 1925 e permaneceu até abril de 1927, quando se aposentou. Devido à alta exigência de acabamento nos trabalhos, o arquiteto e professor era considerado bastante temperamental por seus alunos.

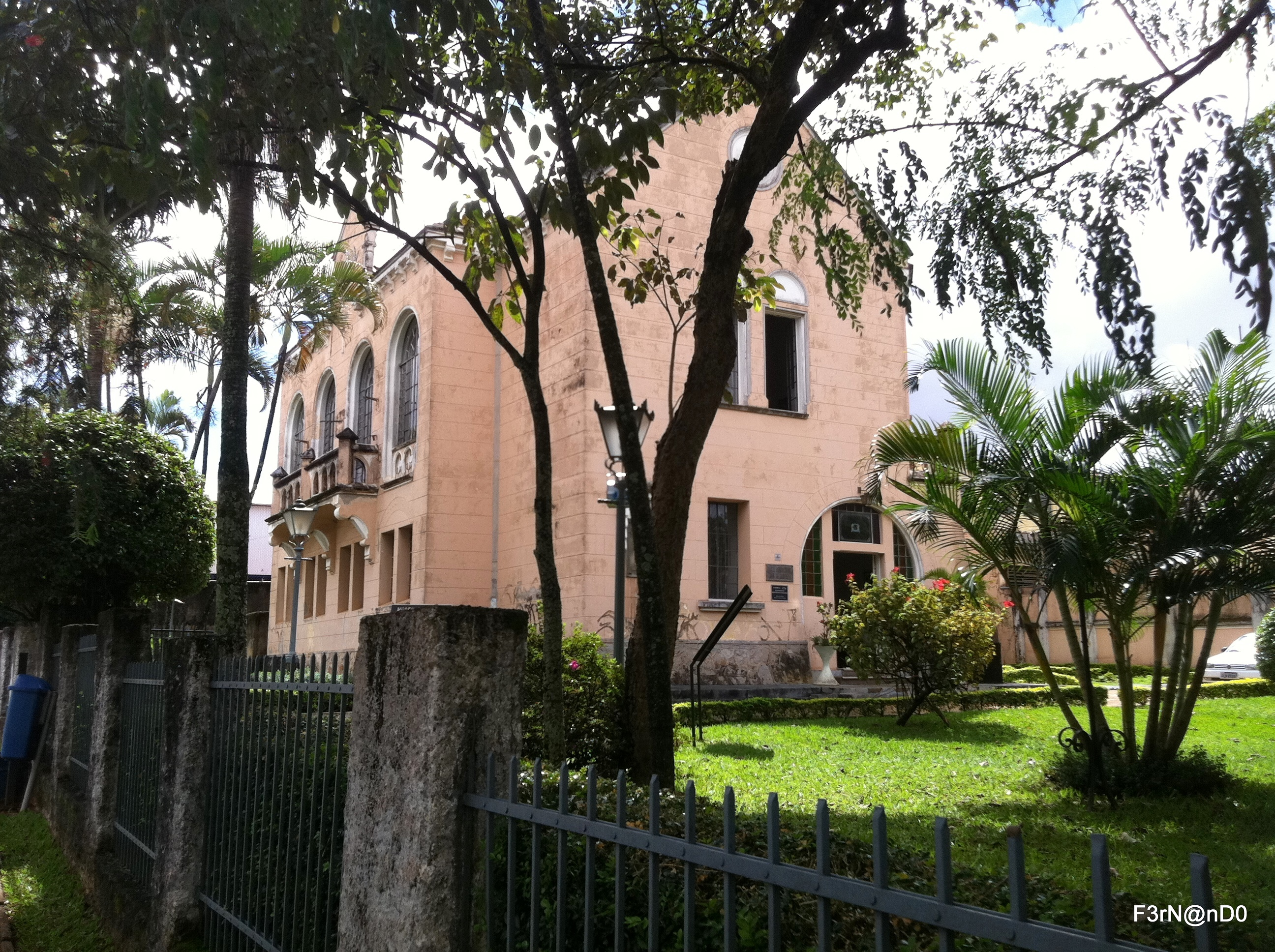
O Museu Histórico Municipal de Franca, um edifício em estilo eclético, projetado por Dubugras e inaugurado em 1896.

Preocupado em realizar seus sonhos de arte, muitas vezes fez demolir à sua própria custa parte do edifício que estava construindo por achar que não correspondia ao que havia sonhado. Isso concorreu para que fosse algumas vezes mal compreendido e que não conseguisse materialmente a recompensa da sua grande vida de trabalho, honestidade profissional e arte. 
Em 1897, Dubugras abriu sua própria empresa de projetos e construções e consolidou uma trajetória de sucesso na cidade de São Paulo.  Durante os primeiros anos do século XX, Dubugras participou de vários concursos para a construção de obras importantes, como a da Igreja Matriz de Ribeirão Preto, em São Paulo.

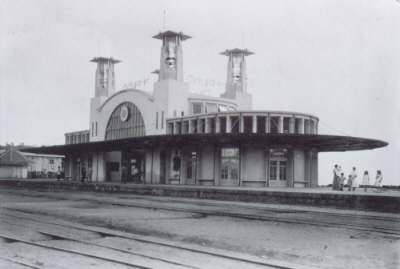
Estação Ferroviária de Mairinque, inaugurada em 1906 e considerada a primeira construção em concreto armado do Estado de São Paulo

Em 1911, o arquiteto integrou o grupo de formadores do Instituto de Engenharia de São Paulo. Obteve o segundo lugar (classe de edificações completamente isoladas) no concurso de casas econômicas para o proletariado, organizado pelo prefeito Washington Luis, para quem fez diversos trabalhos nos anos posteriores.
Em 1928, o arquiteto se mudou para o Rio de Janeiro, onde desenvolveu mais obras de destaque, como um restaurante localizado no Alto da Boa Vista e outros condomínios inspirados nas “cidades jardins” inglesas.
Além da capital dos Estados de São Paulo e Rio de Janeiro, Dubugras encabeçou a construção e reformas em cidades menores de São Paulo, como Santos, Ribeirão Preto e Sorocaba e na Bahia, estado onde projetou a reconstrução da Faculdade de Medicina em Salvador e o da Vila Presidencial da Vitória, a pedido do governador José Marcelino de Souza. 

## Relevância das obras e acontecimentos marcantes
Victor Dubugras ficou bastante conhecido por realizar diversos projetos encomendados pelo Poder Público e chegou a ser considerado um dos percursores da arquitetura moderna na América Latina. Seus estilos transitaram entre neocolonial, modernismo, ecletismo, art nouveau e, sobretudo, o professor e arquiteto trabalhava com a racionalidade dentro da execução de cada obra: “Na obra de Dubugras, madeira era madeira e granito era granito” 
Em 1891, em São Paulo, realizou projetos de escolas, cadeias e fóruns para a Secretaria da Agricultura, Comércio e Obras Públicas do Estado de São Paulo, entre os quais se destacam os do grupo escolar de Botucatu e os dos fóruns de Avaré, Araras e São Carlos, basicamente todos nos estilos românico e neogótico.
Em 1897, Dubugras construiu sua residência na atual Avenida Paulista e, entre 1901 e 1904, nesta mesma avenida, projetou os palacetes de Flávio Uchoa e Horácio Sabino, no estilo art nouveau. O palacete Uchoa, concluído em 1901, foi vendido em 1906 para as freiras da Ordem das Cônegas de Santo Agostinho, e lá se instalou o Colégio Des Oiseaux, demolido em 1974.
Em 1906, Dubugras projetou a estação ferroviária de Mairinque, em São Paulo, a qual foi considerada uma obra precursora da arquitetura moderna no Brasil, construída em ferro e cimento, apresentando características relevantes para a época.
Em 1910, acompanhou e prestou serviços para Washington Luiz (1870 – 1970), o então prefeito da cidade de São Paulo que, posteriormente, passou a ser governador do Estado e presidente da República. “Ladeira da Memória (1919)” e “Os Pousos e Monumentos da Serra de Paranapiacaba (1921/1922)”. Aquele de grande porte reformados por Dubugras e o artista plástico José Wasth Rodrigues, à convite de Washington, onde colocaram um novo chafariz e um pórtico com azulejos decorados com o brasão da cidade e foram dedicados às comemorações do Centenário da Independência do Brasil. Entre 1916, o arquiteto recebeu medalha de ouro na Exposição Geral de Belas Artes do Rio de Janeiro e, em 1927, a medalha de prata no Congresso Pan-Americano de Arquitetos em Buenos Aires, na Argentina.
Dubugras participou de inúmeros concursos, nos quais apresentava seus projetos. Ficou em segundo lugar no concurso do Teatro Municipal do Rio de Janeiro. No concurso de casas econômicas para proletariado, organizado por seu amigo Washington Luis, em 1916, também obteve segundo lugar na classe “edificações completamente isoladas”. Neste mesmo ano também foi um dos membros fundadores do Instituto de Engenharia de São Paulo.
Participou, também das seguintes exposições:
1901 – Exposição Geral de Belas Artes, Rio de Janeiro (medalha de prata).
1902 – Exposição Municipal de São Paulo (medalha de prata).
1904 – Exposição de St. Louis, Estados Unidos (medalha de prata).
1916 – Exposição do Centenário da Escola de Nacional de Belas Artes, Rio de Janeiro (pequena medalha de ouro).

## Últimos anos e homenagens póstumas
Pelo pouco que se sabe sobre a morte de Victor Dubugras, o arquiteto faleceu em 1933, na cidade de Teresópolis, no Rio de Janeiro.
No ano de 1997, aconteceu a Terceira Bienal Internacional de Arquitetura no Parque Ibirapuera, em São Paulo. Entre arquitetos internacionais de destaque como Oswaldo Bratke e Gerrit Rietveld, Victor Dubugras era um dos que tinham desenhos originais e painéis fotográficos expostos.
Em 2002, a Faculdade de Arquitetura  e Urbanismo da Universidade de São Paulo (FAU/USP) e o Conjunto Cultural da Caixa Econômica Federal de São Paulo organizaram uma exposição especial somente com obras de Dubugras, intitulada Quota de Arte - Victor Dubugras - Precursor do Modernismo e organizada pelo então professor da FAU Nestor Goulart Reis.
A mostra foi dividida em duas partes: uma com desenhos originais que foram doados para a FAU e de alguns de seus alunos quando Dubugras lecionou na Escola Politécnica; a outra era formada por fotografias que o próprio arquiteto fazia para documentar a construção de seus projetos, todas elas emprestadas pelo seu bisneto.
O neto de Dubugras e também arquiteto Elvin Donald Mackey Dubugras foi quem doou boa parte dos desenhos do avô para FAU. Além disso, apesar de boa parte das obras do arquiteto não terem sido conservadas, é possível que sejam ainda hoje conhecidas por conta dos trabalhos e estudos de vários pesquisadores como Benedito Lima de Toledo e Nestor Goulart Reis Filho 

## Análise
Victor Dubugras soube transitar por vários e diferentes tipos de construção, assim como soube encontrar para cada um uma estilo arquitetônico diferente e sempre voltado para o racional. Seus alunos e colegas prestigiavam essas “estruturas reais” nas quais todos os materiais utilizados e estruturas feitas eram postos em evidência. (link unicamp).
"Decerto a diversidade de estilos foi grande. O aprimoramento da indústria possibilitava inúmeras soluções, um prato cheio à imaginação e à ânsia por novidades dos arquitetos e clientes. Alguns deles, contudo, mostravam-se cada vez mais avessos à fantasia, clamando por superfícies planas, “sinceras” e lisas. Era o caso de alguns alunos da Politécnica, que sublimavam em Dubugras o uso do concreto armado, a austeridade formal e a exposição da natureza dos materiais."
O estilo eclético de Dubugras o permitiu elaborar construções monumentais e mais simplórias. Buscava inovar sempre e cada obra adquiria o olhar e personalidade próprias de seu autor.  

## Obras
- Casa da rua Taguá - na cidade de São Paulo
- Casa de Horácio Sabino - casa do notório empresário do café, que deu lugar ao Conjunto Nacional, na Avenida Paulista
- Estação Ferroviária de Mayrink - tombada pelo IPHAN em 2002
- Casa da Cultura de Araras - no interior do estado de São Paulo
- Largo da Memória - no centro da cidade de São Paulo, autor da reforma realizada no início do século XX
- Palacete Uchoa - obra de 1902 na rua Caio Prado, em São Paulo, no qual se instalou, em 1907, o Colégio Des Oiseaux, demolido na década de 1970
- Pouso de Paranapiacaba - na cidade de Cubatão, no estado de São Paulo
- Faculdade de Medicina da Bahia (reconstrução do edifício), em Salvador
- Fórum Criminal de São Carlos - na cidade de São Carlos
- Museu Histórico Municipal José Chiachiri - em Franca, no interior do estado de São Paulo, Brasil.
- Museu da imigração - Santa Bárbara d'oeste/SP
- Casarão da família de Fernando Nobre na Avenida Higienópolis, 232 - na cidade de São Paulo (1920).

## Biblliografia
- MIYOSHI, Alex. Victor Dubugras, arquiteto dos caminhos
- REIS Filho, Nestor Goulart. Victor Dubugras - precursor da arquitetura moderna na América Latina, São Paulo: Editoras Quota de Arte, Edusp e Via das Artes. 144 páginas